# Nguyễn Hùng Vĩ
Nguyễn Hùng Vĩ (sinh ngày 15 tháng 01 năm 1956) là một nhà nghiên cứu văn học dân gian Việt Nam.

## Lịch sử
Ông Nguyễn Hùng Vĩ sinh ngày 15 tháng 11 năm 1956 tại tỉnh Nghệ An. Sau khi tốt nghiệp khoa Ngữ Văn trường Đại học Tổng hợp Hà Nội, ông được giữ lại làm giảng viên môn Văn học dân gian Việt Nam thuộc khoa Văn đến khi nghỉ hưu (2017).
Ông là một trong những sáng lập viên của Bảo tàng Dân tộc học Việt Nam, đã hiến cho cơ quan này rất nhiều tư liệu về các thứ ký tự cổ của người Việt Nam từ cổ đại đến nay, đặc biệt là nhóm cư dân Tây Bắc.
Suốt quá trình công tác cũng như khi hưu trí, ông duy trì thói quen sưu tầm và khảo cứu những làn điệu cổ dân nhạc khắp Việt Nam.

## Công trình

### Hồi ký
- Giáo sư Vũ Đức Nghiệu (2015)

### Tản văn
- Đêm giao thừa xưa của Ức Trai Nguyễn Trãi (2017)

### Thi phú
- Ni nâu
- Thiên cầm
- Gửi chị
- Với vợ
- Đà Nẵng
- Trộm thu
- Xin thu
- Nợ thu
- Đà Lạt
- Dối già
- Nàng Bạch Tuyết và bảy chú lùn
- Mạn Bắc
- Bố ơi
- Thiên thần
- Nắng muộn
- Để lại
- Hạnh phúc
- Anh ơi !
- Ngỏ một lời yêu
- Trân ơi !
- Nước mắt của Putin
- Khóc bác Nguyễn Hải Kế
- Tiễn đưa bác Văn Hiệp
- Về lại Cửa Tùng
- Chị ơi ! Đồng Lộc
- Về nguồn tháng Tư
- Cây bàng
- Tròn - Méo - Vuông
- Nishimura Masanari ơi !
- Lời cuối cho bạn cùng lớp
- Bố với con
- Nước từ khe núi
- Cổ tích Thiên Cầm
- Tắm sông
- Để dành để dặt
- Gặp các anh
- Nói trộm đĩa đèn
- Bác đến chơi nhà
- Kính viếng đại tướng Võ Nguyên Giáp
- Thầy Thuật của chúng tôi
- Lẩn... thẩn... sáu... mươi
- Nghe chim
- Cõi âm thoang thoảng
- Lần lữa Kiến Giang
- Kết quả bầu tổng thống Mĩ
- Thập lục nhân duyên
- Quanh quẩn tìm ai
- Đàn bầu
- Ngư Thủy tìm em
- Đông Hà
- Ru già già ru (tặng ta tặng mình)
- Hò khoan gửi lại
- Chuyện tình (tặng em)
- Nhắn nhau
- Tau nhớ mi
- Xa nhau
- Anh Hằng ơi !

### Luận văn
- Những tục hát lạ trên đất Bắc Ninh
- Hai chữ Quan Họ trong thư tịch cũ
- Hát quan họ - Giải thích nguồn gốc từ kí ức bản quán
- Trầm tích Phật giáo trong truyện Hà Ô Lôi
- Để hiểu rõ hơn bài 'Quốc tộ' của thiền sư Pháp Thuận
- Từ điển cũng... cuội
- Thân mẫu Lý Công Uẩn là người Bắc Ninh
- Tấm bia 'Hoa Lâm tam bảo thị' (1656) - Thêm một tư liệu đáng tin cậy về Lý Công Uẩn và vùng Mai Lâm (2011). Viết chung với Nguyễn Văn Thanh
- Vấn đề mộ tổ nhà Lý - Tìm hiểu lại qua 'Thiền Uyển tập anh'
- Bia phục dựng đình An Thường
- Xem xét bộ ván khắc 'Thiền Uyển tập anh' năm Vĩnh Thịnh 11 (1715)
- Khảo về Chằm và Trải trong tiếng Việt cổ qua 'Cư trần lạc đạo phú' của Trần Nhân Tông. Viết chung với Trần Trọng Dương
- Gốc tích mâm ngũ quả ngày Tết
- Triều đại nhà Đinh, tăng lục Trương Ma Ni và Ma Ni giáo
- Đầu lòng hai ả tố nga
- Hai bài ca dao mang hai nét đẹp vùng miền
- Triều Lý và giá trị của 'Đàn xã tắc triều Lý'
- Mộng mơ xã tắc đàn
- Về hai lần lập xã đàn và thờ xã thần dưới đời vua Lý Công Uẩn
- Di tích Đàn Xã Tắc chính là nơi thờ Hậu Tắc, thủy tổ nhà Chu
- Tên hiệu Đức Thánh Chèm và Thánh Gióng
- Chốn thờ tự nên trang trí loại chữ gì ?
- Thi pháp của sự thành thực
- Ông ba mươi và đêm ba mươi
- Một ngày và bảy mươi vạn ngày
- Bài hát quan họ cổ 'Phùng quan tế hội' và...
- Về bài quan họ 'Phùng quan xuân hội'
- Đền Bạch Mã và ngàn năm an định thủ đô
- Đi lễ chùa đầu xuân
- Trò chơi rồng rắn lên mây
- Sáp nhập hay sáp nhập
- Hai cây mía bên bàn thờ Tết
- Hành trang câu Dặm quê nhà
- Tản Viên sơn như là biểu tượng văn hóa
- Hồ Xuân Hương - Ai mệnh danh là 'Bà chúa thơ Nôm'
- Chim Lạc như là một biếu tượng
- Bài thơ 'Tre Việt Nam' của Nguyễn Duy
- Muốn sang thì bắc cầu kiều...
- Chử Đồng Tử - Vị thánh tổ của doanh thương
- Hồng Hồng Tuyết Tuyết - Mấy điều về văn bản, chuyện phiếm chỉ và chuyện tên riêng
- Tư liệu đáng nói về 'Hò đưa linh chèo cạn', dân ca Lệ Thủy - Quảng Bình
- Ẩn ngữ từ một bài thơ cổ nói về tham quan bị tử hình
- Truy nguyên gốc chữ Đàn trong từ Đàn Ông Đàn Bà
- Quan sát văn chầu và trường hợp chầu Ông Hoàng Mười
- Giới hạn của người đọc qua một trường hợp cụ thể
- Cần dịch lại bài thơ 'Nam quốc sơn hà'
- Nguyễn Trãi và sex
- Khúc khải hoàn trên đất Thăng Long
- Lá trúc che ngang mặt chữ điền: Những điều chưa mấy ai chú ý kĩ
- Những biên chép chữ nghĩa khi đọc 'Quốc âm thi tập' của Nguyễn Trãi. Viết chung với Trần Trọng Dương
- Lĩnh Nam chích quái - Từ điểm nhìn văn hóa
- Tiếp tục quan sát cột đá chùa Dạm
- Mang thai giả qua thư tịch cũ
- Giáo sư Cao Xuân Huy, nhà triết học xuất sắc thế kỷ XX

### Dịch phẩm
- Nam quốc sơn hà
- Tết Trung Thu thời Lý

## Quan điểm
- Việc Bí thư Quận 1 Trần Kim Yến cho xe cần cẩu di dời lư hương dưới chân tượng Trần Hưng Đạo ở Bến Bạch Đằng, Tph HCM đúng vào ngày 17.2.2019, kỷ niêm 40 năm ngày Đặng Tiểu Bình cho mang quân sang để "dạy Việt Nam một bài học": "Việc này tốt cho quy hoạch không gian thành phố...Không thể để một xã hội "thần cây đa, ma cây gạo, cú cáo cây đề", chỗ nào cũng hương khói. Một xã hội nghi ngút hương khói là một xã hội nhộn nhạo." [4]